# Арт-базар (проект Полисского)
«А́рт-база́р, или Анти-Троекуров» — художественный проект Николая Полисского и Никола-Ленивецких промыслов 2003 года.

## История
Одним из фрагментов инсталляции был плетёный тоннель, сквозь который могли проползти все желающие.
«Один подход», называвшийся «1 раз обожраться за 150 руб.» включал в себя 50 г николаленивецкого самогона, бутерброды с салом, грибы, малосольные огурцы, блинчики и другие деревенские закуски.
В композицию «Арт-базара» входили также две живые овцы, вернувшиеся затем живыми же на родину.
Николай Полисский:
Искусство в кризисе. Самая большая опасность для искусства — нет зрителя. Как видите, мое искусство употребляют и изощрённые искусствоведы, и простые зрители. Мы начали с того, что превратили пищу в искусство. Перед вами — игра в ресторан. Правда, многие люди, которые приходят сюда поесть, забывают, что деревня — это арт-проект, а пища, которую здесь готовят, во многом духовная.
В январе 2004 года Николай Полисский устроил в «Клубе на Брестской» обед-перформанс с русской кухней и показ фильма об «Арт-базаре». Среди гостей обеда-перформанса были куратор проектов Полисского Александр Панов, художники Константин Батынков, Никита Алексеев и художественный руководитель Государственного Центра современного искусства Леонид Бажанов. На стенах клуба были развешаны фотографии другого проекта Полисского — «Сенной башни».

## Арт-критики и художники об «Арт-базаре»
GIF.ru:
...Своеобразный посёлок из 10 сплетённых из берёзовых прутьев конусовидных конструкций представляет собой смесь футуризма (по формам) и архаики (по технике), плюс — в функциональном плане — место отдыха посетителей Клязьмы, приюта во время дождя и источника фантастически вкусной еды, приготовляемой сельчанами здесь же.
Юлия Попова, журнал «Эксперт»:
В целом — не проект, а раздолье для интерпретаторов. Подозрительный историк архитектуры при взгляде на «Полевой стан» мог бы решить, что художники с Угры концептуально посмеялись над российским великодержавным пятиглавием. Любители исторических мистификаций вроде тех, что считают этрусков русскими, тоже нашли бы здесь много интересного. Они просто обязаны были заключить, что негры — это те же русские, только очень загорелые, потому как и «кибитка», и «трамвай», и «юрта», и «боинг» и прочие бунгалообразные сооруженьица страсть как напоминают плетеные домишки африканских племён. Ищущий русскую национальную идею непременно обрёл бы её тут, особенно после пары стаканчиков привезённого с Угры самогона. Тот, кому в каждой вертикали мерещится фаллос, обнаружил бы с десяток подтверждений идеям о фаллоцентричности народных культур. А я так скажу: ну и пусть. Потому что «Арт-базар» - проект благорасположенный к человеку, даже если он любитель интерпретаций. В нём красной нитью, лейтмотивом, главной темой протянулась цепочка «привиделось-сделал-сам в восторге». И вообще, кто скажет, что купол — это не стог сена, пусть к нам на сеновал не приходит.
Художник Никас Сафронов:
Журнал «Профиль». Деревня, устроенная Николаем Полисским на «АРТКлязьме», — искусство?

Никас Сафронов. ...Нет. Вот у меня есть приятель-бизнесмен, не имеющий к этому художнику никакого отношения, он хочет сделать три деревни. Взять 50-60 гектаров земли. Пригласить богатых людей, которые выросли в деревне и мечтают вернуться в своё детство. Для них это будет чем-то вроде гостиницы. Они приедут, поживут, поносят зимой валенки, а летом — лапти. Смогут съездить на телеге в соседнюю деревню, подоить корову, попариться в баньке. Получится некий Диснейленд — бизнес-проект. Ещё один пример: у закрывшегося банка люди сняли штаны — это импульсивный процесс, его нельзя назвать творчеством. Или — в Англии маг 40 дней провёл в куполе, чуть не помер. Это достижение возможностей человека, но никак не искусство.